# Віксін
Віксін (пол. Wiksin) — село в Польщі, у гміні Ґрудуськ Цехановського повіту Мазовецького воєводства.
Населення — 144 особи (2011).
У 1975-1998 роках село належало до Цехановського воєводства.

## Демографія
Демографічна структура станом на 31 березня 2011 року:
|          | Загалом | Допрацездатний вік | Працездатний вік | Постпрацездатний вік |
| -------- | ------- | ------------------ | ---------------- | -------------------- |
| Чоловіки | 63      | 7                  | 44               | 12                   |
| Жінки    | 81      | 19                 | 43               | 19                   |
| Разом    | 144     | 26                 | 87               | 31                   |